# Paradihammus ceylonicus
Paradihammus ceylonicus är en skalbaggsart som beskrevs av Stefan von Breuning 1935. Paradihammus ceylonicus ingår i släktet Paradihammus och familjen långhorningar.
Artens utbredningsområde är Sri Lanka. Inga underarter finns listade i Catalogue of Life.